# P som i pop
P som i pop är en singel av Hansson & Karlsson, utgiven av tidningen Dagens Nyheter 1968. Singeln kom i form av en pappskiva som fick klippas ut ur tidningen.
Skivans enda låt, "P som i pop", spelades in på klubben Filips på Regeringsgatan i Stockholm i december 1967 av Anders Lind.

## Låtlista
1. "P som i pop" – 4:25

## Medverkande musiker
- Bo Hansson - orgel
- Janne "Loffe" Carlsson - trummor